# Stefano Maullu
Stefano Giovanni Maullu (ur. 15 marca 1962 w Mediolanie) – włoski polityk i samorządowiec, poseł do Parlamentu Europejskiego VIII kadencji, parlamentarzysta krajowy.

## Życiorys
Od 1987 zaangażowany zawodowo w działalność polityczną. Był radnym dzielnicowym i przewodniczącym komisji urbanistycznej. W 1997 został wybrany na radnego Mediolanu, a w 2000 po raz pierwszy wszedł w skład rady regionalnej Lombardii, uzyskując reelekcję na kolejne kadencje. W 2006 stanął na czele organu administracji odpowiedzialnego za wodociągi w mediolańskiej aglomeracji. W 2010 wszedł w skład rządu regionalnego Lombardii kierowanego przez Roberta Formigoniego – objął stanowisko asesora ds. handlu, turystyki i usług. Odszedł z tego urzędu w 2012.
W wyborach w 2014 z ramienia reaktywowanej partii Forza Italia bez powodzenia kandydował do Parlamentu Europejskiego. Mandat posła do PE VIII kadencji objął 13 lipca 2015 w miejsce Giovanniego Totiego. Dołączył do grupy chadeckiej. W 2018 odszedł z FI, dołączając do ugrupowania Bracia Włosi. W PE zasiadał do 2019, w 2022 został wybrany w skład Izby Deputowanych XIX kadencji.